# Tobi Oluwayemi
Oluwatobiloba „Tobi“ Joseph Ikenna Oluwayemi (* 8. Mai 2003 in London) ist ein englischer Fußballtorwart.

## Karriere

### Verein
Oluwayemi begann seine Karriere bei Tottenham Hotspur. Zur Saison 2019/20 wechselte er nach Schottland in die Jugend von Celtic Glasgow. Zur Saison 2022/23 rückte er in den Kader der Reserve Celtics auf. Für diese machte er 13 Spiele in der Lowland Football League, ehe er im Januar 2023 leihweise nach Irland zu Cork City wechselte. Für Cork absolvierte er verletzungsbedingt nur zwei Partien in der League of Ireland, ehe die Leihe im Juni 2023 beendet wurde.
Im August 2023 wurde Oluwayemi dann an den österreichischen Zweitligisten FC Admira Wacker Mödling weiterverliehen. Sein Debüt für Admira in der 2. Liga gab er im März 2024, als er am 21. Spieltag der Saison 2023/24 gegen den SK Sturm Graz II in der Startelf stand. Während der Leihe kam er zu neun Zweitligaeinsätzen.
Im August 2024 wurde Oluwayemi an den schottischen Zweitligisten Dunfermline Athletic verliehen.

### Nationalmannschaft
Oluwayemi spielte zwischen 2018 und 2022 von der U-16 bis zur U-20 13 Mal für englische Jugendnationalteams.

## Persönliches
Sein Bruder Josh (* 2001) ist ebenfalls Fußballspieler.